# Jürgen Guthke
Jürgen Guthke (* 16. August 1938 in Halle (Saale); † 11. April 2004 in Leipzig) war ein deutscher Psychologe. Er gehörte auf dem Gebiet der Psychologischen Diagnostik und Differentiellen Psychologie zu den führenden Fachvertretern im deutschen Sprachraum.

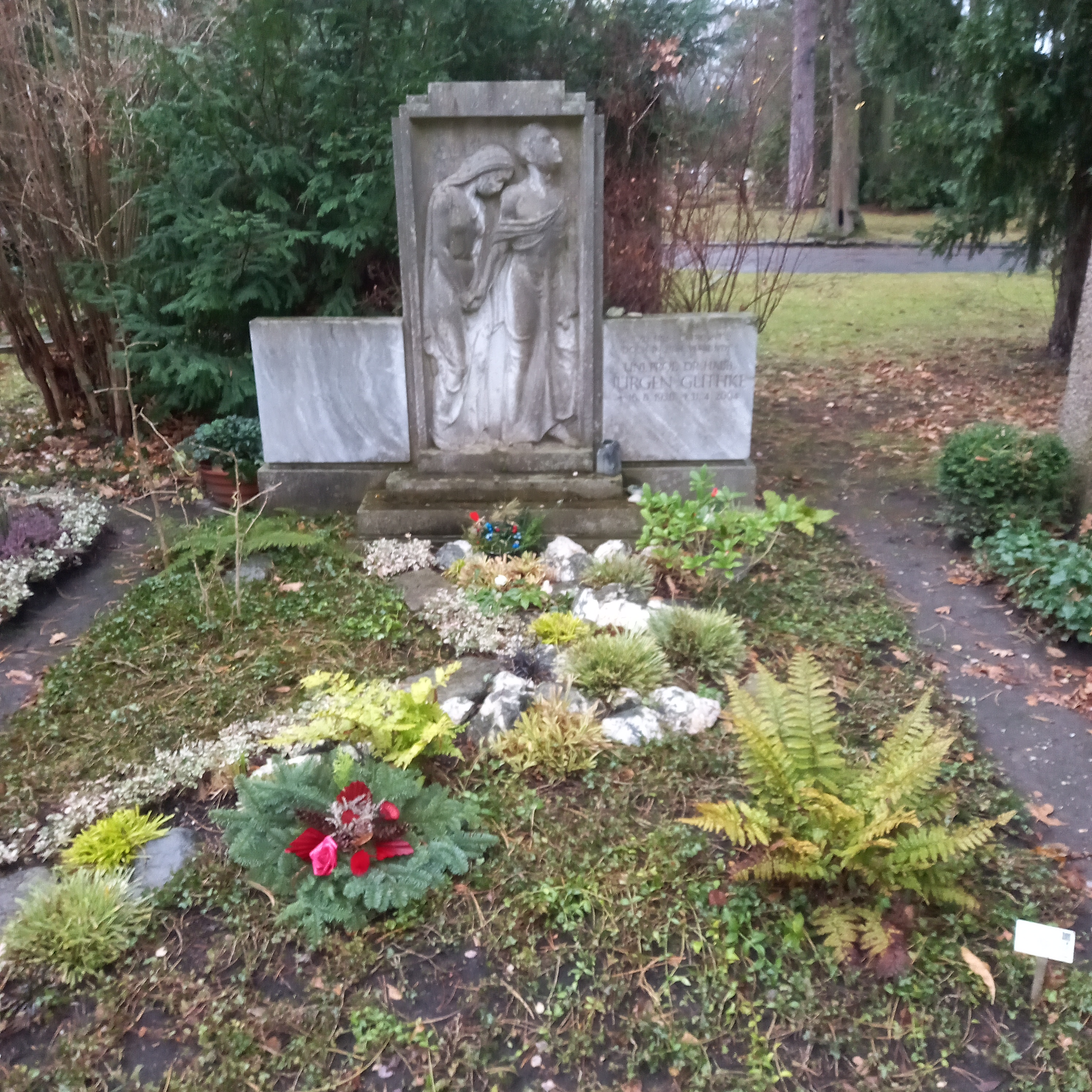
Das Grab von Jürgen Guthke auf dem Südfriedhof (Leipzig)

## Leben
Jürgen Guthke studierte von 1956 bis 1961 Klinische Psychologie an der Universität Leipzig. Nach dem Studium baute er in Schönebeck (Elbe) eine Psychologische Beratungsstelle auf, die er bis 1966 leitete. Die Promotion erfolgte 1964, bereits 1971 im Alter von 33 Jahren habilitierte er sich mit der Monografie „Zur Diagnostik der intellektuellen Lernfähigkeit“, die in der DDR und der BRD 1972 verlegt wurde und viel Beachtung fand. 
1978 wurde Jürgen Guthke Professor für Klinische Psychologie in Leipzig, nach der deutschen Wiedervereinigung und der damit verbundenen Neustrukturierung der Universität Ordentlicher Professor für Differentielle Psychologie und Psychodiagnostik. 1992 wurde er zum Direktor des Fachbereichs Psychologie der Universität Leipzig, 1996 zum Prodekan der Leipziger Fakultät für Biowissenschaften, Pharmazie und Psychologie gewählt.
Er war Vorsitzender der Sektion Klinische Psychologie der Gesellschaft für Psychologie der DDR und gründete die Thematische Arbeitsgemeinschaft Klinische Psychodiagnostik.

## Forschungsschwerpunkte
Neben Theorien und Tests zur Intelligenz- und Lerndiagnostik ist sein mit Karl-Heinz Wiedl entwickeltes Konzept zum Dynamischen Testen eines seiner Hauptwerke. Klinisch-psychologische Arbeiten zu kritischen Lebensereignissen, psychosozialen Risikofaktoren und Leistungsstörungen sind ein Beleg für die Verbindung von Theorie und Praxis, der sich Guthke immer besonders verpflichtet fühlte. Jürgen Guthke betreute mehr als 35 Promotionen und begleitete 6 Habilitationen.

## Mitgliedschaften und Ehrungen (Auswahl)
Jürgen Guthke war Mitglied des Testkuratoriums der Föderation Deutscher Psychologenvereinigungen, im Editorial Board der Psychologischen Rundschau, der Diagnostica und des Journal of Cognitive Education and Psychology, Member of the Scientific Advisory Board of the International Center for the Enhancement of Learning Potential in Jerusalem und weiterhin Mitglied des Wissenschaftlichen Beirates zahlreicher Fachzeitschriften.
2001 wurde er mit dem Alfred-Binet-Preis der Deutschen Gesellschaft für Psychologie und der Hugo-Münsterberg-Medaille des Berufsverbandes Deutscher Psychologinnen und Psychologen ausgezeichnet.

## Publikationen
- Literatur von und über Jürgen Guthke im Katalog der Deutschen Nationalbibliothek
- J. Guthke, H. R. Böttcher, L. Sprung (Hrsg.): Psychodiagnostik. Ein Lehr- und Arbeitsbuch für Psychologen sowie empirisch arbeitende Sozialwissenschaftler, Bd. 1. Deutscher Verlag der Wissenschaften, Berlin 1990.
- J. Guthke, K. H. Wiedl: Dynamisches Testen. Zur Psychodiagnostik der intraindividuellen Variabilität. Grundlagen, Verfahren und Anwendungsfelder. Hogrefe, Verlag für Psychologie, Göttingen; Bern; Toronto; Seattle 1996, ISBN 3-8017-0381-9.